# Mercedes Van Volcem
Mercedes Van Volcem (Brugge, 29 december 1971) is een voormalig Belgisch politica voor de Open Vld.

## Levensloop
Van Volcem behaalde in 1994 het diploma van licentiaat in de rechten aan de Universiteit Gent en een postgraduaat in de fiscale wetenschappen aan de hogeschool VLEKHO. Ze werd beroepshalve advocate, van 1994 tot 1997 als stagiaire, van 1997 tot 1998 als parttime medewerker bij een advocatenkantoor gespecialiseerd in handelsrecht, personen- en familierecht en verkeersrecht en sinds 1998 als zelfstandig advocate. 
In 2000 werd ze lid van het partijbestuur van VLD in Brugge. Ook werd ze penningmeester van de VLD-afdeling van West-Vlaanderen en secretaris van de VLD Vrouwen. In 2004 werd Van Volcem verkozen in het nationaal partijbureau van de VLD/Open Vld en van oktober 2008 tot december 2009 was ze nationaal ondervoorzitter van de partij. 
In oktober 2000 werd Mercedes Van Volcem verkozen tot gemeenteraadslid van Brugge. Van januari 2007 tot december 2012 was ze er schepen voor ruimtelijke ordening en huisvesting met bevoegdheden als stadsvernieuwing, monumentenzorg en urbanisatie. Vervolgens belandde Open Vld in de oppositie en was Van Volcem van 2013 tot 2018 fractievoorzitter voor haar partij in de Brugse gemeenteraad. Na de lokale verkiezingen van oktober 2018 werd in de nieuw gevormde coalitie aangesteld als schepen voor financiën en openbare werken, hetgeen ze bleef tot in december 2024.
Bij de rechtstreekse Vlaamse verkiezingen van 7 juni 2009 stond ze op de tweede plaats van de West-Vlaamse Open Vld-lijst en werd ze verkozen tot Vlaams Parlementslid. Ook na de volgende Vlaamse verkiezingen van 25 mei 2014 bleef ze Vlaams volksvertegenwoordiger. Van 2009 tot 2014 was ze in het Vlaams Parlement ondervoorzitter van de commissie Leefmilieu, Natuur, Ruimtelijke Ordening en Erfgoed en van 2014 tot 2019 voorzitter van de commissie Bestuurszaken, Binnenlands Bestuur, Inburgering en Stedenbeleid.
In 2010 werd haar parlementaire onschendbaarheid opgeheven, nadat de procureur van Brugge besloten haar te vervolgen voor een verkeersovertreding. Van Volcem had een rood licht genegeerd op de ring rond Brugge.
Uit onvrede met de haar aangeboden plaats, als lijstduwer, bij de federale verkiezingen van 2019, nam ze op 1 maart 2019 het besluit niet langer nationaal op te komen. Daags nadien stond partijgenoot Francesco Vanderjeugd zijn derde plaats op de Vlaamse lijst af, waarop Van Volcem die aanvaardde. Vanderjeugd zakte een plaats. Van Volcem raakte effectief verkozen, ten koste van Vanderjeugd, die weliswaar meer stemmen haalde, maar door het systeem van lijststemmen geen zetel bemachtigde. Van oktober 2019 tot aan het einde van haar mandaat in juni 2024 was ze in het Vlaams Parlement ondervoorzitter van de commissie Wonen en Onroerend Erfgoed en vanaf september 2023 eveneens voorzitter van de commissie Brussel, Vlaamse Rand en Dierenwelzijn.
Bij de verkiezingen van juni 2024 kreeg Van Volcem de tweede plaats op de federale lijst van Open Vld in West-Vlaanderen. Ze raakte echter niet verkozen.
Bij de lokale verkiezingen van oktober 2024 was Van Volcem opnieuw lijsttrekker voor de liberale lijst, die opkwam onder de naam VoorBrugge. De partij zat in het verliezende kamp en verloor drie van haar zes zetels. Van Volcem werd daarenboven op haar eigen lijst in voorkeurstemmen voorbijgestoken door Jasper Pillen. De partij werd niet meer opgenomen in de nieuwe coalitie. Van Volcem zag het niet zitten om oppositie te voeren en besloot haar zetel in de gemeenteraad niet op te nemen, alsook te stoppen met politiek.